# Biała, Opole
Biała este un oraș în Polonia.